# Кодова назва «Нектар»
Кодова назва «Нектар» (пол. Kryptonim Nektar) — польський чорно-білий художній фільм, кримінальна комедія 1963 року.

## Сюжет
Яцек — журналіст «Відлуння Варшави». Він стежить за зграєю шахраїв, які викуповують і розбавляють прохолодні напої, щоб перепродувати їх з величезним прибутком під час спеки під назвою «Нектар». Слід веде на вроцлавську кінофабрику. Зграя ховає там свої доходи, перетворені на коштовності. Тільки завдяки тому, що крім журналіста за зграєю спостерігав спеціальний агент міліції, врешті все закінчується добре.

## В ролях
| Актор               | Роль                                 |
| ------------------- | ------------------------------------ |
| Богуміл Кобеля      | Яцек журналіст                       |
| Веслава Мазуркевич  | Ева Сенницька сестра Яцека           |
| Збігнєв Яблонський  | ювелір Сенницький швагер Яцека       |
| Зигмунт Хмелевський | головний редактор «Відлуння Варшави» |
| Яцек Федорович      | журналіст                            |
| Халіна Ковальська   | секретарка в редакції                |
| Збігнєв Юзефович    | капітан міліції                      |
| Божена Куровська    | Агнешка Крушина акторка              |
| Аліція Зоммер       | Аліція акторка                       |
| Стефан Бартік       | швейцар у фабриці фільмів            |
| Барбара Рахвальська | кінорежисерка                        |
| Роман Сикала        | кінорежисер                          |
| Хенрік Клюба        | кінорежисер                          |
| Станіслав Мильський | Стасінек реквізитор                  |
| Ярема Стемповський  | Фелікс Димек граф                    |
| Яніна Махерська     | тітка Фелікса Димека кіоскерка       |
| Тадеуш Косударський | Теодор Брильчі дантист               |
| Здзіслав Лесняк     | Віктор Фагас                         |
| Ришард Петруський   | Струць компаньйон Фагаса             |
| Януш Клосиньский    | компаньйон Фагаса                    |
| Людвік Бенуа        | приятель Фагаса                      |
| Кшиштоф Хамец       | офіціант                             |
| Данута Водиньська   | продавчиня                           |
| Ванда Якубіньська   | клозетна                             |
| Кристина Фельдман   | господиня кішок                      |
| Юзеф Лодиньський    | лікар                                |
| Тереса Іжевська     | черниця                              |